# 扎穆伊縣
扎穆伊縣是印度的一個縣，位於該國東北部，由比哈爾邦負責管轄，面積3,122平方公里，每年平均降雨量1,102毫米，2011年人口1,756,078，人口密度每平方公里562人。

## 外部連結
- Jamui Information Portal